# 祁阳话
祁阳话是湖南省祁阳市一种湘语方言，属永全片，其发音语调与永州话有显著差异。

## 语调
祁阳话与邻近的永州话有明显差异，它有两种“双轮廓”声调，高声和低声声调，或者高声声调-低声声调和低声声调-高声声调：入声阴去 ˦˨˧˨ (4232) 和 陽去 ˨˩˦˨ (2142)。 然而，从语音上讲，音节的音高取决于声母的发音，因此这些在语音上是单音。 此外，阴去声调的最终下降“在感知上不相关”，因此“下降”（对于阴去）和“峰化”（对于阳去）可能是一个足够的分类。